# Mayaro
Mayaro ist eine Stadt in Trinidad und Tobago.

## Geographie
Mayaro liegt an der Atlantikküste im Südosten der Insel Trinidad. Die Region ist bekannt für ihre ausgedehnten Sandstrände entlang der Mayaro Bay, die von hohen Kokospalmen gesäumt sind.  Die Küstenlinie wird vom Atlantischen Ozean umspült, was zu einer starken Brandung führt.

## Geschichte
Bereits vor Ankunft der Spanier befand sich auf dem Gebiet des heutigen Mayaro eine Arawak-Siedlung; der Historiker Michael Anthony leitet den Namen aus dem Arawak als „Ort der Maya-Pflanze“ her. 1690 erreichten spanische Missionare die Gegend und errichteten eine Missionsstation.
Um die wirtschaftliche Entwicklung der karibischen Kolonien anzukurbeln, erließ der spanischen Ministers José de Gálvez y Gallardo 1783 die Cedula de población, ein Edikt, dass katholischen Neusiedlern unter bestimmten Umständen kostenloses Land versprach. In der Folge kam es zu einer verstärkten Ansiedlung französischstämmiger Pflanzer auf Trinidad, die unter anderem an der Ostküste rund um Mayaro angesiedelt wurden und den Ort Mayaro gründeten. Bekannte Familien wie Radix, Frontin und Mahon bauten zunächst Baumwolle und später Zucker an. Um 1790 bis 1800 kamen die Ganteaumes hinzu, angeblich nach der Niederschlagung einer Meuterei auf ihrem Schiff von Martinique.
Wegen seiner räumlichen Abgeschiedenheit hielt sich nach dem Übergangs Trinidads an die Briten 1797 das in Mayaro übliche Patois noch bis ins 20. Jahrhundert als vorherrschende Sprache.

## Wirtschaft und Verkehr
Traditionell waren Mayaro, Guayaguayare und Ortoire fruchtbare Fischerdörfer. Die Region spielt eine wichtige Rolle in der Wirtschaft Trinidads durch die Produktion von Öl und Erdgas aus den östlichen Offshore-Ölfeldern. In jüngerer Zeit zieht Mayaro neue Unternehmen an, was auf ein wachsendes wirtschaftliches Interesse hindeutet.

## Einrichtungen und Kultur
Mayaro ist bekannt für seine langen Sandstrände, die sowohl bei Einheimischen als auch bei Touristen beliebt sind. Die Region hat sich ihren ländlichen Charakter bewahrt und bietet Einblicke in die traditionelle Lebensweise Trinidads. Vertreter von Gemeinschaftsgruppen in Mayaro und Guayaguayare haben einen gemeinsamen Ansatz von privaten und öffentlichen Sektoren gefordert, um die Region zu einem erstklassigen Touristenziel zu entwickeln.